# Kristína Neč-Lapinová
Kristína Neč-Lapinová (* 23. Dezember 1983 in Banská Bystrica als Kristína Lapinová) ist eine slowakische Duathletin und Triathletin. Sie ist Staatsmeisterin Triathlon-Langdistanz (2014) und Europameisterin Cross-Duathlon (2018).

## Werdegang
Néč-Lapinová ist eine vielseitige Athletin – neben Triathlonbewerben auf der Mittel- und Langdistanz ist sie auch im Duathlon, Cross-Triathlon und Winter-Triathlon aktiv und als starke Läuferin startet sie auch auf der Marathon-Distanz.
In der Klasse U23 wurde 2005 sie im Wintertriathlon Fünfte bei der Weltmeisterschaft.
Bei der Duathlon-Europameisterschaft wurde sie im April 2012 Fünfte. Im August 2013 heiratete sie und startet seitdem als Kristína Néč-Lapinová. Sie legte eine Mutterschaftspause ein und im Dezember 2013 kam ihr Sohn zur Welt.

### Staatsmeisterin Triathlon Langdistanz 2014
2014 wurde sie Staatsmeisterin auf der Triathlon-Langdistanz. Im April 2016 wurde Néč-Lapinová in Rumänien Vize-Europameisterin Cross-Duathlon.
Bei der Europameisterschaft Wintertriathlon belegte sie im Januar 2017 den fünften Rang.

Im September gewann sie auf der Halbdistanz den Austria-Triathlon, nachdem sie hier in den Vorjahren schon zwei zweite sowie einen dritten Rang erzielt hatte.
Im Januar 2018 verpasste sie knapp die Podestplätze und wurde in Rumänien Vierte bei der Weltmeisterschaft Wintertriathlon. Im Mai wurde sie in Dänemark Siebte bei der Duathlon-Europameisterschaft auf der Mitteldistanz. Im Oktober wurde die damals 34-Jährige auf Ibiza Europameisterin Cross-Duathlon.
2019 legte sie nach 2013 erneut eine Mutterschaftspause ein.
Im Juni 2022 wurde die 34-Jährige in Rumänien Vierte bei der Weltmeisterschaft Cross-Duathlon.
2024 wurde die 40-Jährige im August in Australien Vize-Weltmeisterin Cross-Duathlon.

## Sportliche Erfolge
| Datum/Jahr    | Rang | Wettbewerb                 | Austragungsort  | Zeit       | Bemerkung                                            |
| ------------- | ---- | -------------------------- | --------------- | ---------- | ---------------------------------------------------- |
| Juli 2023     | 6    | Trumer Triathlon           | Obertrum am See | 05:12:11   | auf der Mitteldistanz                                |
| 5. Sep. 2021  | 3    | Austria-Triathlon          | Podersdorf      |            | Olympische Distanz                                   |
| 1. Sep. 2018  | 1    | Austria-Triathlon          | Podersdorf      | 04:39:52   | Siegerin auf der Halbdistanz                         |
| 2. Sep. 2017  | 1    | Austria-Triathlon          | Podersdorf      | 04:26:33   |                                                      |
| 2. Sep. 2016  | 2    | Austria-Triathlon          | Podersdorf      |            | auf der Halbdistanz                                  |
| 5. Sep. 2015  | 2    | Austria-Triathlon          | Podersdorf      |            | auf der Halbdistanz                                  |
| 6. Sep. 2014  | 3    | Austria-Triathlon          | Podersdorf      |            | auf der Halbdistanz                                  |
| 9. Juli 2011  | 1    | Mammothman Triathlon       | Česká Lípa      | 05:19:41   | 1,9 km Schwimmen, 93 km Radfahren und 21,1 km Laufen |
| 4. Juni 2011  | 1    | Czechman Triatlon          | Tschechien      | 04:38:28.6 |                                                      |
| 7. Mai 2011   | 1    | Austria 1/2 Iron Triathlon | Graz            | 04:25:57   | Siegerin auf der Mitteldistanz                       |
| 15. Aug. 2010 | 19   | Ironman 70.3 Germany       | Wiesbaden       | 05:21:19   |                                                      |
| 2. Juni 2009  | 2    | Vienna City Triathlon      | Wien            |            | auf der Mitteldistanz                                |

| Datum/Jahr    | Rang | Wettbewerb                                         | Austragungsort | Zeit     | Bemerkung                                                                                    |
| ------------- | ---- | -------------------------------------------------- | -------------- | -------- | -------------------------------------------------------------------------------------------- |
| 10. Okt. 2015 |      | Ironman Hawaii                                     | Hawaii         | 10:45:34 | 11. Rang in der Altersklasse W30-34                                                          |
| 2. Apr. 2014  | 1    | SVK Long Distance Triathlon National Championships | Slowakei       | 10:19:15 | Staatsmeisterin Triathlon-Langdistanz                                                        |
| 13. März 2010 | 22   | Abu Dhabi International Triathlon                  | Abu Dhabi      | 08:56:52 | 3 km Schwimmen, 200 km Radfahren und 20 km Laufen                                            |
| 10. Okt. 2009 |      | Ironman Hawaii                                     | Hawaii         | 11:41:02 | W25-29                                                                                       |
| 29. Aug. 2009 | 3    | Austria-Triathlon                                  | Podersdorf     |          | auf der Langdistanz                                                                          |
| 8. Aug. 2009  | 12   | ETU Long Distance Triathlon European Championships | Prag           | 07:20:42 | [ 4 ]                                                                                        |
| 28. Juni 2009 | 24   | Ironman France                                     | Nizza          | 11:03:42 |                                                                                              |
| 1. Juli 2005  | 12   | ETU Long Distance Triathlon European Championships | Säter          | 07:40:29 | Europameisterschaft über die Langdistanz (4 km Schwimmen, 120 km Radfahren und 30 km Laufen) |

| Datum/Jahr    | Rang | Wettbewerb                                 | Austragungsort | Zeit     | Bemerkung                                                                          |
| ------------- | ---- | ------------------------------------------ | -------------- | -------- | ---------------------------------------------------------------------------------- |
| 2. Apr. 2017  | 6    | Xterra Malta                               | Malta          | 02:46:01 |                                                                                    |
| 19. Juni 2010 | 7    | ETU Cross Triathlon European Championships | Myjava         | 03:31:57 | ETU-Europameisterschaft (1,2 km Schwimmen, 25,2 km Mountainbike und 7,4 km Laufen) |

| Datum/Jahr    | Rang | Wettbewerb                                                 | Austragungsort    | Zeit     | Bemerkung                                                                                       |
| ------------- | ---- | ---------------------------------------------------------- | ----------------- | -------- | ----------------------------------------------------------------------------------------------- |
| 6. Mai 2018   | 7    | ETU Powerman Long Distance Duathlon European Championships | Vejle             | 03:19:14 | Duathlon-Europameisterschaft Mitteldistanz                                                      |
| 21. Mai 2017  | 8    | ETU Powerman Long Distance Duathlon European Championships | Sankt Wendel      | 03:35:25 | Duathlon-Europameisterschaft Mitteldistanz                                                      |
| 11. Apr. 2015 | 11   | ETU Powerman Long Distance Duathlon European Championships | Horst aan de Maas | 02:56:52 | Europameisterschaft Duathlon Mitteldistanz                                                      |
| 2. Sep. 2012  | 13   | ITU Long Distance Duathlon World Championships             | Zofingen          | 08:08:48 | Duathlon-Weltmeisterschaft                                                                      |
| 29. Apr. 2012 | 5    | Powerman Duathlon European Championships                   | Horst aan de Maas | 03:07:52 | Duathlon-Europameisterin beim Powerman Holland – hinter der Siegerin Lucy Gossage               |
| 4. Sep. 2011  | 21   | Powerman Zofingen                                          | Zofingen          | 08:21:52 |                                                                                                 |
| 22. Mai 2011  | 3    | Powerman Germany                                           | Falkenstein       | 03:48:12 | (16 km Laufen, 64 km Radfahren, 8 km Laufen)                                                    |
| 2011          | 7    | Ironman Malaysia                                           | Langkawi          |          |                                                                                                 |
| 16. Juni 2007 | 13   | ETU Short Distance Duathlon European Championship          | Edinburgh         | 02:33:38 | Duathlon-Europameisterschaft (10 km Laufen, 40 km Radfahren, 5 km Laufen)                       |
| 28. Mai 2006  | 14   | ITU Duathlon Long Distance World Championship              | Fredericia        | 04:33:28 | Weltmeisterschaft auf der Duathlon-Langdistanz (15 km Laufen, 90 km Radfahren und 10 km Laufen) |

| Datum/Jahr    | Rang | Wettbewerb                                | Austragungsort | Zeit     | Bemerkung                                                                                  |
| ------------- | ---- | ----------------------------------------- | -------------- | -------- | ------------------------------------------------------------------------------------------ |
| 22. Aug. 2024 | 2    | ITU Cross Duathlon World Championships    | Townsville     | 01:43:26 |                                                                                            |
| 8. Sep. 2023  | 3    | ETU Cross-Duathlon European Championships | Trentino       | 01:54:01 |                                                                                            |
| 6. Juni 2022  | 4    | ITU Cross Duathlon World Championships    | Târgu Mureș    | 02:25:06 |                                                                                            |
| 23. Okt. 2018 | 1    | ETU Cross-Duathlon European Championships | Ibiza          | 01:36:59 |                                                                                            |
| 28. Juli 2017 | 3    | ETU Cross-Duathlon European Championships | Târgu Mureș    | 01:51:13 |                                                                                            |
| 23. Apr. 2016 | 2    | ETU Cross-Duathlon European Championships | Târgu Mureș    | 02:35:06 | 2 Runden Laufen zu 3 km; Radfahren: 3 Runden zu 7,5 km und zweiter Lauf: 1 Runde über 3 km |

| Datum/Jahr    | Rang | Wettbewerb                                  | Austragungsort   | Zeit     | Bemerkung                            |
| ------------- | ---- | ------------------------------------------- | ---------------- | -------- | ------------------------------------ |
| 27. Jan. 2018 | 4    | ITU Winter Triathlon World Championships    | Cheile Grădiștei | 01:56:53 |                                      |
| 28. Jan. 2017 | 5    | ETU Winter Triathlon European Championships | Otepää           | 01:31:34 | Europameisterschaft Winter-Triathlon |
| 8. Feb. 2009  | 13   | ETU Winter Triathlon European Championships | Latky Mlaky      | 01:52:28 | Europameisterschaft Winter-Triathlon |
| 5. März 2005  | 5    | ITU Winter Triathlon World Championship U23 | Štrbské Pleso    | 01:46:39 |                                      |

| Datum/Jahr   | Rang | Wettbewerb          | Austragungsort | Zeit     | Bemerkung |
| ------------ | ---- | ------------------- | -------------- | -------- | --------- |
| 6. Apr. 2014 |      | Bratislava-Marathon | Bratislava     | 03:10:06 |           |

(DNF – Did Not Finish)